# 늑대인간의 저주
늑대인간의 저주(The Curse of the Werewolf)는 영국에서 제작된 테런스 피셔 감독의 1961년 영화이다. 클리퍼드 에번스 등이 주연으로 출연하였고 앤서니 하인즈 등이 제작에 참여하였다.

## 출연

### 주연
- 클리퍼드 에번스 - 영주 알프레도 역
- 올리버 리드 - 레온 역
- 이본 러메인 - 하녀 역
- 캐서린 펠러 - 크리스티나 역

### 조연
- 앤서니 도슨 - 후작 역
- 조지핀 루엘런 - 후작 부인 역

## 제작진
- 미술: 버나드 로빈슨
- Ass-PD: 앤서니 넬슨 케이스